# Dalu
Dalu – wieś w Rumunii, w okręgu Marusza, w gminie Sânger. W 2011 roku pozostawała niezamieszkana.